# VAST Data
 (octobre 2024).
VAST Data est une société technologique privée axée sur l'intelligence artificielle (IA) et l'infrastructure informatique d'apprentissage profond,. Fondée en 2016, la société propose une plateforme de calcul de données qui permet aux utilisateurs de former des modèles d'IA en stockant et en synthétisant de grandes quantités de données non structurées,,.

## Histoire
VAST Data est fondée en 2016 par Renen Hallak, ancien responsable de la R&D chez XtremIO (acquis en 2012 par Dell EMC ),. Shachar Fienblit, anciennement chez Kaminario, et Jeff Denworth, anciennement chez CTERA Networks,. Mike Wing, ancien membre de Dell EMC, est président de la société,.
En février 2019, VAST Data est sorti du mode furtif (stealth mode), annonçant un financement de 80 millions de dollars et le lancement de son logiciel de stockage de données construit sur une nouvelle architecture de systèmes distribués appelée DASE (Disaggregated and Shared Everything),.
VAST Data s'est classée n° 5 sur le Deloitte Technology Fast 500 de 2022 et n° 3 sur la liste 2023 du Financial Times des entreprises à la croissance la plus rapide des Amériques, sur la base de la croissance des revenus fiscaux de VAST Data de 2018 à 2021. VAST Data est également inclus dans la liste de Fast Company des 10 entreprises les plus innovantes en science des données de 2023, ainsi que dans celle des meilleurs employeurs de startups d'Amérique de Forbes.
En avril 2023, VAST Data conclut un partenariat avec Hewlett Packard Enterprise pour fournir un logiciel pour HPE GreenLake pour le stockage de fichiers.
Le 1er août 2023, l'entreprise annonce le lancement de la plateforme de données VAST, qui offre des services de stockage, de base de données et de moteur de calcul, et est conçue pour accélérer la recherche basée sur l'IA.
En décembre 2023, VAST Data annonce avoir dépassé le milliard de dollars de réservations de logiciels cumulées, avoir dépassé les 200 millions de dollars de revenus récurrents annuels (ARR) et avoir maintenu un flux de trésorerie positif au cours des 12 trimestres précédents avec une marge brute de près de 90 %,,,.

## Financement
VAST Data lève 381 millions de dollars de financement.
Le 6 décembre 2023, VAST annonce un tour de financement de série E mené par Fidelity Management and Research Co. qui permet de lever 118 millions de dollars pour une valorisation de 9,1 milliards de dollars,,,,.
| Série | Date | Montant (millions de $) | Investisseur(s) principal(aux)              |
| ----- | ---- | ----------------------- | ------------------------------------------- |
| A     | 2016 | 15                      | 83North, Norwest                            |
| A1    | 2018 | 25                      | Dell Technologies Capital, 83North, Norwest |
| B     | 2019 | 40                      | Greenfield, 83North, Norwest                |
| C     | 2020 | 100                     | Next47                                      |
| D     | 2021 | 83                      | Tiger Global Management                     |
| E     | 2023 | 118                     | Fidelity Management and Research Co.        |

## Produit
La plate-forme de données VAST est un magasin de données, une base de données et un moteur de calcul d'IA unifiés à l'échelle mondiale comprenant les fonctionnalités suivantes :
- VAST DataStore (anciennement connu sous le nom de Universal Storage), une solution de stockage de données non structurées
- VAST DataBase, un système de gestion de base de données (SGBD) qui comprend les éléments d'une base de données traditionnelle, d'un entrepôt de données et d'un lac de données
- VAST DataEngine (dont la disponibilité générale est prévue en 2024), un moteur d'exécution de fonctions global
- VAST DataSpace, un espace de noms global qui permet à chaque emplacement de stocker, de récupérer et de traiter des données

La plateforme peut être déployée dans des centres de données sur site, des clouds publics et des environnements périphériques et renforcés, et est fournie sous forme de service par abonnement.

## Opérations
En février 2022, VAST Data opère aux États-Unis, au Canada, au Royaume-Uni, en France, en Allemagne, en Israël, en Turquie, en République tchèque, au Moyen-Orient, en Australie, en Nouvelle-Zélande et en Corée, avec une expansion supplémentaire prévue dans la zone EMEA avec le Benelux, la Suisse, l'Italie, l'Espagne et les pays nordiques, et en Asie avec le Japon.
L'entreprise collabore avec plusieurs partenaires de distribution dans le monde entier, notamment Carahsoft, Arrow Electronics, Logicom, TechData, Climb Solutions, ASBIS, ASI et Macnica,.
VAST Data est une société sans siège social avec des bureaux à New York, Durham, en Caroline du Nord, Campbell, en Californie et Jaffa, en Israël.